# Дискуссия о профсоюзах
Дискуссия о профсоюзах (или профсоюзная дискуссия) — исторически сложившееся наименование событий конца 1920 — весны 1921 года, в ходе которых занимавшие высокие посты члены РКП(б) высказывали программные заявления о текущей и перспективной роли и задачах профсоюзов в экономической и политической жизни страны. Дискуссия и полемика велись как на различных Съездах в этот период, так и на страницах ряда центральных газет. В ходе дискуссии внутри РКП(б) сформировался ряд «групп», придерживающихся того или иного подхода, высказанного лидером данной группы. Число и состав сторонников той или иной концепции были нестойки и менялись в ходе дискуссии. К началу 1921 выделяли такие группы — «производственная оппозиция» (производственники, платформа Троцкого) во главе с идеологом этой позиции Л. Д. Троцким — сторонники милитаризации и подчинённости профсоюзов, их крайние противники — «Рабочая оппозиция» (А. Г. Шляпников, С. П. Медведев, А. М. Коллонтай и др.), рассматривавшие профсоюзы как высшую форму организации пролетариата, требовали передачи профсоюзам права руководства народным хозяйством. Группа «демократического централизма» («децисты») (Т. В. Сапронов, В. В. Осинский и др.) выступала против руководящей роли РКП(б) в Советах и профсоюзах, а внутри партии требовала свободы фракций и группировок. Наиболее многочисленной была группа В. И. Ленина и его сторонников, которая в разный период времени поддерживала в части те или иные позиции различных лагерей, но к концу 1920 составила свою платформу («платформу 10-ти»), определившую профсоюзы как «школу управления, школу хозяйничанья»(«Ещё раз о профсоюзах, о текущем моменте и об ошибках тт. Троцкого и Бухарина»).
В ходе дискуссии также обсуждались различные проистекавшие из неё или связанные с ней вопросы — об отношении рабочего класса к крестьянству, о подходе партии к массам вообще в условиях после окончания Гражданской войны.
Итоги дискуссии о профсоюзах были подведены на X съезде РКП(б) (8-16 марта 1921 г.). На съезде большинством голосов была принята ленинская платформа о роли и задачах профсоюзов. В. И. Ленин высказал тезис, что вопрос о роли профсоюзов не является главным вопросом политики партии в данный момент, и охарактеризовал профсоюзную дискуссию как «навязанную», «непозволительную роскошь». В докладе и в заключительном слове по отчёту ЦК В. И. Ленин призвал к сплочению партии и указал на недопустимость оппозиции в партии.
Несмотря на этот призыв, до конца 1920-х в РКП(б) указывалось на существование сторонников «правой» и «левой» оппозиции в партии, высказывавших отличные от «большинства» точки зрения или варианты управленческих решений на те или иные политические или экономические вопросы в стране.
В конце 1921 г. решения мартовского съезда нашли своё отражение в утверждённых ЦК РКП(б) 12 января 1922 г. тезисах «О роли и задачах профсоюзов в условиях новой экономической политики», которые по сути явились программным документом, определившим основные задачи профсоюзов в сложившихся условиях. С этого времени начинается радикальная перестройка, затронувшая цели, задачи, организационное строение, формы и методы деятельности профсоюзов.

## Предыстория

### Первые разногласия
Профессор Ёсимаса Цудзи полагал, что начало дискуссии о профсоюзах было связано с разногласиями между В. И. Лениным и Л. Д. Троцким по поводу политики в отношении профсоюзов: дискуссия началась с выступления М. П. Томского против позиции Л. Д. Троцкого на заседании коммунистической фракции, 4 ноября 1920 года, во время Всероссийской профсоюзной конференции. Данное выступление стало первым случаем, когда Ленин явно отделил свои взгляды от идей Троцкого — и примкнул к позиции Томского. Однако, к тому моменту сами разногласия между Томским и Троцким продолжались уже как минимум год, в течение которого Ленин был скорее замечен в поддержке наркомвоенмора.
В связи со снижением интенсивности боевых действий на фронтах Гражданской войны, с декабря 1919 года «милитарист» Троцкий был привлечён к решению экономических проблем Советской Республики. Ему была поручена реализация программы по милитаризации экономики страны. В частности, милитаризация труда в РСФСР подразумевала переход от коллегиальности (системы управления комитетом завода или фабрики) к единоначалию и переходу от выборности руководства к его назначению «сверху». По мнению Цудзи, это означало и подчинение профессиональных союзов рабочих экономическим организациям центра, которые — в свою очередь — стали бы подчинены военным структурам.
Два года, проведённые на высшей военной должности, превратили Троцкого в ярого защитника той самой административно-командной системы в партии и государстве…
К тому моменту профсоюзы РСФСР массово направляли своих членов на фронт — в ответ на призывы Ленина и Троцкого к «милитаризации» всех сфер жизни. Юлий Мартов, тогда ещё находившийся на территории страны, и Карл Каутский, проживавший за границей, остро критиковали подход большевистских лидеров: см. Терроризм и коммунизм. Существенно против подобной политики были и союзники большевиков по Октябрьской революции — анархисты и левые эсеры. При этом и некоторые из коммунистов были весьма близки к подобным оценкам «милитаризации»: Рязанов, А. Лозовский, Н. Осинский, Т. В. Сапронов и другие. (Осинский и Сапронов критиковали генеральную линию партии и во времена заключения Брест-Литовского мирного договора).
«Тревожным» был и инцидент, произошедший 12 января 1920 года на заседании коммунистической фракции ВЦСПС: на заседании большинство оказалось в оппозиции к милитаризации труда и промышленности. Но на IX съезде партии Томский заявил о своем согласии с партийным руководством. В результате профсоюзные лидеры продолжили сотрудничать с большевиками до конца лета.

## История

### Позиции сторон конец 1919 — середина 1920

#### Позиция «платформы Троцкого» — «индустриалисты»
27 декабря 1919 г. Л. Д. Троцкий — глава Комиссии по выработке плана введения всеобщей трудовой повинности и ближайших практических мероприятий по мобилизации рабочей силы — публикует тезисы «О мобилизации индустриального пролетариата, трудовой повинности, милитаризации хозяйства и применении воинских частей для хозяйственных нужд», в которых в разделе «Милитаризация хозяйства» указывается:

Орудием государственного принуждения является его военная сила. Следовательно, элемент милитаризации труда в тех или других пределах, в той или другой форме, неизбежно присущ переходному хозяйству, основанному на всеобщей трудовой повинности.
…
Руководящая роль в этой работе должна, наряду с партией, лечь на профессиональные союзы, в состав которых должны быть возвращены лучшие рабочие, прошедшие военную школу.

На IX Съезде РКП(б) (29 марта — 5 апреля 1920 г.) Троцкий в полемике с «профессионалистом» очерчивает его видение роли и задач профсоюзов:

Здесь я делал доклад, который уже напечатан в «Экономической Жизни» и в котором я сказал, что профессиональные союзы не заменяются милитаризацией, а проводят её, являются её проводниками. Если в деревне мобилизацию крестьян проводит военное ведомство, ибо другого аппарата там ещё нет, то по отношению к рабочей силе города таким аппаратом являются прежде всего профсоюзы, и тут без милитаризации самих профсоюзов, как таковых, не обойтись. Профсоюзы обязаны создать новый режим. Это и есть милитаризация рабочего класса. Я прямо сказал, что милитаризация рабочего класса есть новый режим профсоюзов.

Позиция Троцкого зимой 1920 поддерживалась большинством ЦК РКП(б), но к IX Съезду РКП(б) практическое воплощение теоретических наработок Троцкого показало низкую эффективность, а начавшаяся дискуссия о роли профсоюзов продемонстрировала наметившиеся разногласия в ЦК по данному вопросу.

#### Позиция «профессионалистов» — «рабочей оппозиции»
С момента появления тезисов Троцкого в январе 1920 года рядом профсоюзных руководителей выдвигаются тезисы — по представленной Бухариным в докладе на IX Съезде версии — о том, что «профсоюзы и их объединение — ВЦСПС — должны заменить, в конце концов, Совнарком» (Ларин) и «в области производства, в области экономических отношений все права и все функции должны быть переданы профсоюзам целиком» (Шляпников).

### Конец 1920 — начало 1921
К осени 1920 позиция Троцкого уже не находила поддержки большинства в ЦК РКП(б).
Пленум ЦК РКП(б) (8—9 ноября 1920) отклонил тезисы, направленные Троцким, и, по предложению Ленина, создал комиссию для разработки мер, направленных на развёртывание профсоюзной демократии, во главе с Зиновьевым.
Сторонниками Троцкого к этому времени были Н. Н. Крестинский, Х. Г. Раковский, Л. П. Серебряков и др.
«Рабочая оппозиция» приобрела более четкие формы, позицию и лидеров — А. Г. Шляпникова и А. М. Коллонтай, — предлагавших устранить бюрократические образования — наркоматы, главки и т. п. — и передать профсоюзам управление всем народным хозяйством.
В дополнении к «рабочей оппозиции» оформилась Группа демократического централизма во главе с А. С. Бубновым, Н. Осинским, Т. В. Сапроновым и др. которая поддерживала позиции широкой коллегиальности в органах управления и высказывала неприятия «назначенчества и единоначалия», продвигаемого в профсоюзное движение платформой Троцкого.
Менее радикальной версией тезисов Троцкого была появившаяся в то же время «буферная группа» (Н. И. Бухарин, Е. А. Преображенский и др.)
К концу декабря 1920 в РКП(б) оформилась группа ЦК во главе с Лениным, Зиновьевым, Каменевым, Сталиным и Я. Э. Рудзутаком, которые предложили т. н. «платформу 10-ти».

### Зима-весна 1921
Основной накал «дискуссии о профсоюзах» пришёлся на Х Съезд РКП(б).(8-16 марта 1921 г.). На нём же были «подведены» и «итоги» дискуссии о профсоюзах — В. И. Ленин высказал тезис, что вопрос о роли профсоюзов не является главным вопросом политики партии в данный момент, и охарактеризовал профсоюзную дискуссию как «навязанную», «непозволительную роскошь». В докладе и в заключительном слове по отчету ЦК В. И. Ленин призвал к сплочению партии и указал на недопустимость оппозиции в партии. На съезде большинством голосов была принята ленинская платформа о роли и задачах профсоюзов. Также была принята резолюция «О единстве партии», где поручалось распустить все фракции, образовавшиеся в ходе дискуссии, и не допускать более каких-либо фракционных группировок в РКП(б).
Несмотря на этот призыв, до конца 1920-х в РКП(б) указывалось на существование сторонников «правой» и «левой» оппозиции в партии, высказывавших отличные от «большинства» точки зрения или варианты управленческих решений на те или иные политические или экономические вопросы в стране.
В конце 1921 г. решения мартовского съезда нашли своё отражение в утверждённых ЦК РКП(б) 12 января 1922 г. тезисах «О роли и задачах профсоюзов в условиях новой экономической политики», которые по сути явились программным документом, определившим основные задачи профсоюзов в сложившихся условиях. С этого времени начинается радикальная перестройка, затронувшая цели, задачи, организационное строение, формы и методы деятельности профсоюзов.